# Engelsmanplaat
Engelsmanplaat es un islote de la cadena de islas Frisias neerlandesas, situado entre Ameland y Schiermonnikoog, a unos 5 km de la costa de Frisia (de la que la separa del mar de Frisia).
Su superficie emergida es muy pequeña, de menos de un kilómetro quadrado durante la marea alta. Arenoso, está cubierta de pequeñas dunas, y no tiene habitantes.
A través del tiempo el islote ha ido cambiando tanto de medida como de altura. Hacia 1500 aún era bastante grande, pero desde entonces, y sobre todo a partir del siglo XIX, ha sufrido mucha erosión, a veces ayudado por el hombre. El cierre del Lauwerszee en 1969 tuvo una gran influencia en todos los bancos entre Amelân y Skiermûntseach, y por consiguiente en Engelsmanplaat. A partir de 1985, se observa erosión en su vertiente este, cosa que hace presagiar que el islote podría acabar desapareciendo totalmente de aquí a 100 años.
Su nombre proviene probablemente del hecho que en 1708 embarrancó su barco Feye Willems Engelsman.
- Datos: Q1342240
- Multimedia: Engelsmanplaat / Q1342240